# Aedh da Escócia
Áed mac Cináeda (c. 858 – 878), anglicanizado como Aedh, foi o Rei dos Pictos de 877 até sua morte, quando foi deposto por Giric. Era filho do rei Kenneth I e sucedeu seu irmão Constantino I.